# برایسات
برایسات (انگلیسی: Braissat) یک شهرک در شهرستان بشری کشور لبنان است.